# 古城镇 (吴忠市)
古城镇，是中华人民共和国宁夏回族自治区吴忠市利通区下辖的一个乡镇级行政单位。

## 行政区划
古城镇下辖以下地区：
古城村、红星村、左营村、五星村、金星村、朝阳村、新生村、秦桥村、黎明村、党家河湾村和新华桥村。